# Memphis Hustle
I Memphis Hustle sono una squadra di pallacanestro di Southaven, che milita nella NBA Development League, il campionato professionistico di sviluppo della National Basketball Association.

## Storia della franchigia
La franchigia venne creata a Southaven nel giugno del 2017.

## Squadre NBA affiliate
I Memphis Hustle sono affiliati alle seguenti squadre NBA: i Memphis Grizzlies.

## Record stagione per stagione
| Memphis Hustle |                |                |    |    |      |                                                                                               |
| 2017-2018      | Midwest        | 4°             | 21 | 29 | 42,0 |                                                                                               |
| 2018-2019      | Midwest        | 2°             | 28 | 22 | 56,0 | vincono 1º turno (Stockton) 122-119 perdono semifinali conference (Rio Grande Valley) 118-135 |
| 2019-2020      | Midwest        | 1°             | 26 | 15 | 63,4 |                                                                                               |
| 2020-2021      | -              | 12°            | 6  | 9  | 40,0 |                                                                                               |
| Regular Season | Regular Season | Regular Season | 81 | 75 | 51,9 |                                                                                               |
| Playoff        | Playoff        | Playoff        | 1  | 1  | 50,0 |                                                                                               |